# إميليو ساليناس
إميليو ساليناس (بالإسبانية: Emilio Salinas)‏ هو عسكري مكسيكي، ولد في 4 أكتوبر 1864 في Cuatrociénegas Municipality ‏ في المكسيك، وتوفي في 1927 في لاريدو في الولايات المتحدة.